# 古尔冈松
古尔冈松（法語：Gourgançon，法語發音：[ɡuʁɡɑ̃sɔ̃]）是法国马恩省的一个市镇，位于该省南部，属于埃佩尔奈区。

## 地理
古尔冈松（48°41'21"N, 4°1'19"E）面积29.15 平方千米，位于法国大東部大區马恩省，该省份为法国东北部内陆省份，北起阿登省，西北接埃纳省，西南接塞纳-马恩省，南至奥布省，东南接上马恩省，东临默兹省。
与古尔冈松接壤的市镇（或旧市镇、城区）包括：萨隆、瑟穆瓦讷、科南特赖-沃尔夫鲁瓦、科鲁瓦、厄维、福-弗雷奈。

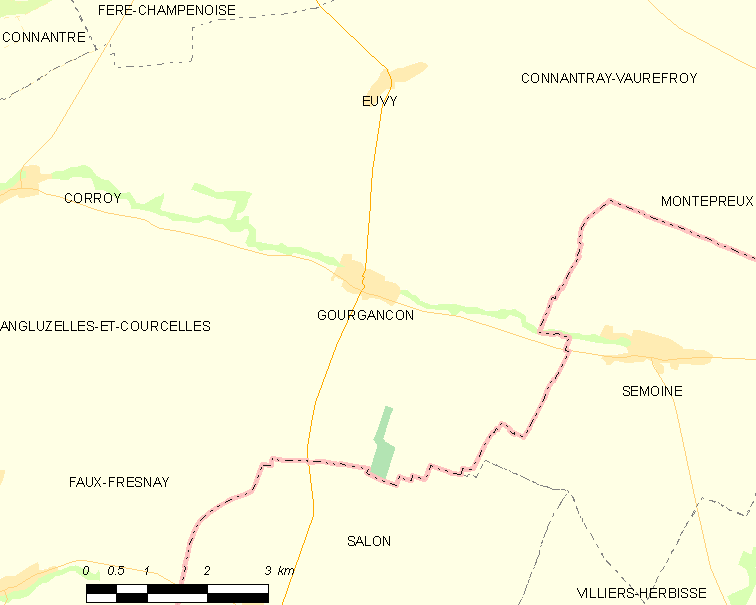
古尔冈松的OSM定位图

古尔冈松的时区为UTC+01:00、UTC+02:00（夏令时）。

## 行政
古尔冈松的邮政编码为51230，INSEE市镇编码为51276。

## 政治
古尔冈松所属的省级选区为韦尔蒂-香槟平原县。

## 人口

1962-2008年间古尔冈松人口变化图示

古尔冈松于2022年1月1日时的人口数量为146人。